# National Society of Film Critics Awards 2013
La 47ª edizione dei National Society of Film Critics Awards, tenutasi il 5 gennaio 2013 all'Elinor Bunin Munroe Center di New York, ha premiato i migliori film del 2012 secondo i membri della National Society of Film Critics (NSFC). L'edizione è stata dedicata alla memoria del membro fondatore della NSFC Andrew Sarris.

## Vincitori
A seguire vengono indicati i vincitori, in grassetto, e gli altri classificati, ciascuno col numero di voti ricevuti (tra parentesi):

### Miglior film
1. Amour, regia di Michael Haneke (28)
2. The Master, regia di Paul Thomas Anderson (25)
3. Zero Dark Thirty, regia di Kathryn Bigelow (18)

### Miglior regista
1. Michael Haneke - Amour (27)
2. Paul Thomas Anderson - The Master (24) ex aequo con Kathryn Bigelow - Zero Dark Thirty (24)

### Miglior attore
1. Daniel Day-Lewis - Lincoln (59)
2. Denis Lavant - Holy Motors (49)
3. Joaquin Phoenix - The Master (49)

### Miglior attrice
1. Emmanuelle Riva - Amour (50)
2. Jennifer Lawrence - Il lato positivo (Silver Linings Playbook) (42)
3. Jessica Chastain - Zero Dark Thirty (32)

### Miglior attore non protagonista
1. Matthew McConaughey - Bernie e Magic Mike (27)
2. Tommy Lee Jones - Lincoln (22)
3. Philip Seymour Hoffman - The Master (19)

### Miglior attrice non protagonista
1. Amy Adams - The Master (34)
2. Sally Field - Lincoln (23)
3. Anne Hathaway - Les Misérables (13)

### Miglior sceneggiatura
1. Tony Kushner - Lincoln (59)
2. Paul Thomas Anderson - The Master (27)
3. David O. Russell - Il lato positivo (Silver Linings Playbook) (19)

### Miglior fotografia
1. Mihai Mălaimare Jr. - The Master (60)
2. Roger Deakins - Skyfall (30)
3. Greig Fraser - Zero Dark Thirty (21)

### Miglior documentario
1. The Gatekeepers - I guardiani di Israele (Shom'rei ha-saf), regia di Dror Moreh (53)
2. This Is Not a Film (In film nēst), regia di Jafar Panahi e Mojtaba Mirtahmasb (45)
3. Searching for Sugar Man, regia di Malik Bendjelloul (23)

### Miglior film sperimentale
- This Is Not a Film (In film nēst), regia di Jafar Panahi e Mojtaba Mirtahmasb

### Film Heritage Award
- A Laurence Kardish, curatrice cinematografica in capo al Museum of Modern Art, per «i suoi straordinari 44 anni di servizio, tra cui la retrospettiva dedicata al cinema della Repubblica di Weimar quest'anno»[2]
- Alla Milestone Film & Video per il loro progetto, ancora in corso, su Shirley Clarke[2]